# Nobile orientale
Nobile orientale (Il nobile slavo) è un dipinto a olio su tela (152,5x124 cm) realizzato nel 1632 dal pittore Rembrandt Harmenszoon Van Rijn.
È conservato nel Metropolitan Museum of Art di New York.
L'opera è firmata e datata "RHL VAN RIJN 1632".
Secondo le notizie di archivio, il quadro sarebbe appartenuto al mercante Marten Looten, che nel 1632 aveva commissionato all'artista un proprio ritratto.

Lo sconosciuto modello indossa una preziosa veste di stile orientale, che il pittore rifinisce nei dettagli curatissimi, maggiormente in risalto sullo sfondo scuro. Nessun elemento può suggerire se Rembrandt volesse raffigurare un personaggio preciso.
Il soggetto appartiene agli studi di singoli personaggi da inserire nelle scene bibliche: iniziati già in gioventù, continuarono per tutta l'attività dell'artista. Quest'opera è una delle prime del genere eseguite a grandezza naturale e su tela, anziché su tavola.